# Castello di Tour de Villa
Das Castello di Tour de Villa (französisch Château de Tour de Ville), lange Zeit auch Torre dei Poveri (französisch: Tour des Pauvres) genannt ist eine private Burg in der Gemeinde Gressan im Aostatal.
Sie liegt auf einem kleinen Granitfelsen am sanften Hang, auf dem auch die Siedlung steht, westlich des Naturreservates Côte de Gargantua, der Seitenmoräne des Gletschers des Pila-Beckens am Ende des Impluviums des Baches Gressan.
Es ist eine – auch im Vergleich mit anderen Burgen des Aostatals – wenig bekannte mittelalterliche Burg, auch weil sie, im Gegensatz zu anderen Burgen, wie dem Schloss Fénis oder dem Schloss Issogne in der Region weniger imposant, gleichwohl aber in hervorragendem Erhaltungszustand ist. Sie ist von den Eigentümern bewohnt und nicht öffentlich zugänglich (Stand 2011). Sie ist schon von der Regionalstraße von Gressan (SR 20) aus zu sehen und liegt in den Apfelhainen und Weinbergen, die das fruchtbare Gemeindegebiet charakterisieren; man erreicht sie, wenn Straße zum gleichnamigen Ortsteil nimmt; von dort sind auch leicht nach einer kurzen Wanderung des Turms La Plantaz Richtung Tal und die Kirche Sainte-Marie-Madeleine mit einer mit Fresken versehenen Fassade von 1453 Richtung Osten zu erreichen.

## Beschreibung

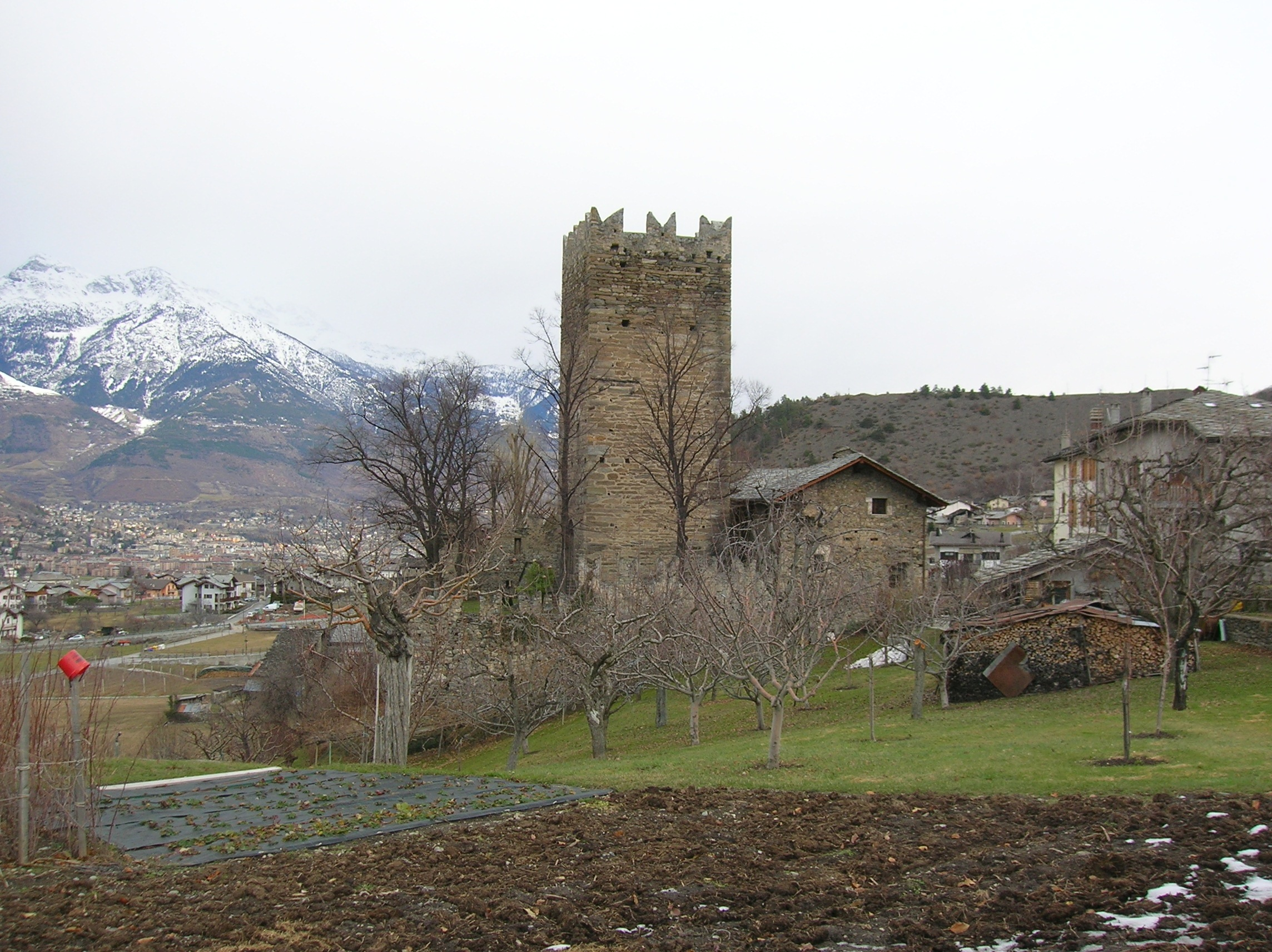
Die Rückseite der Burg (Nordwesten)

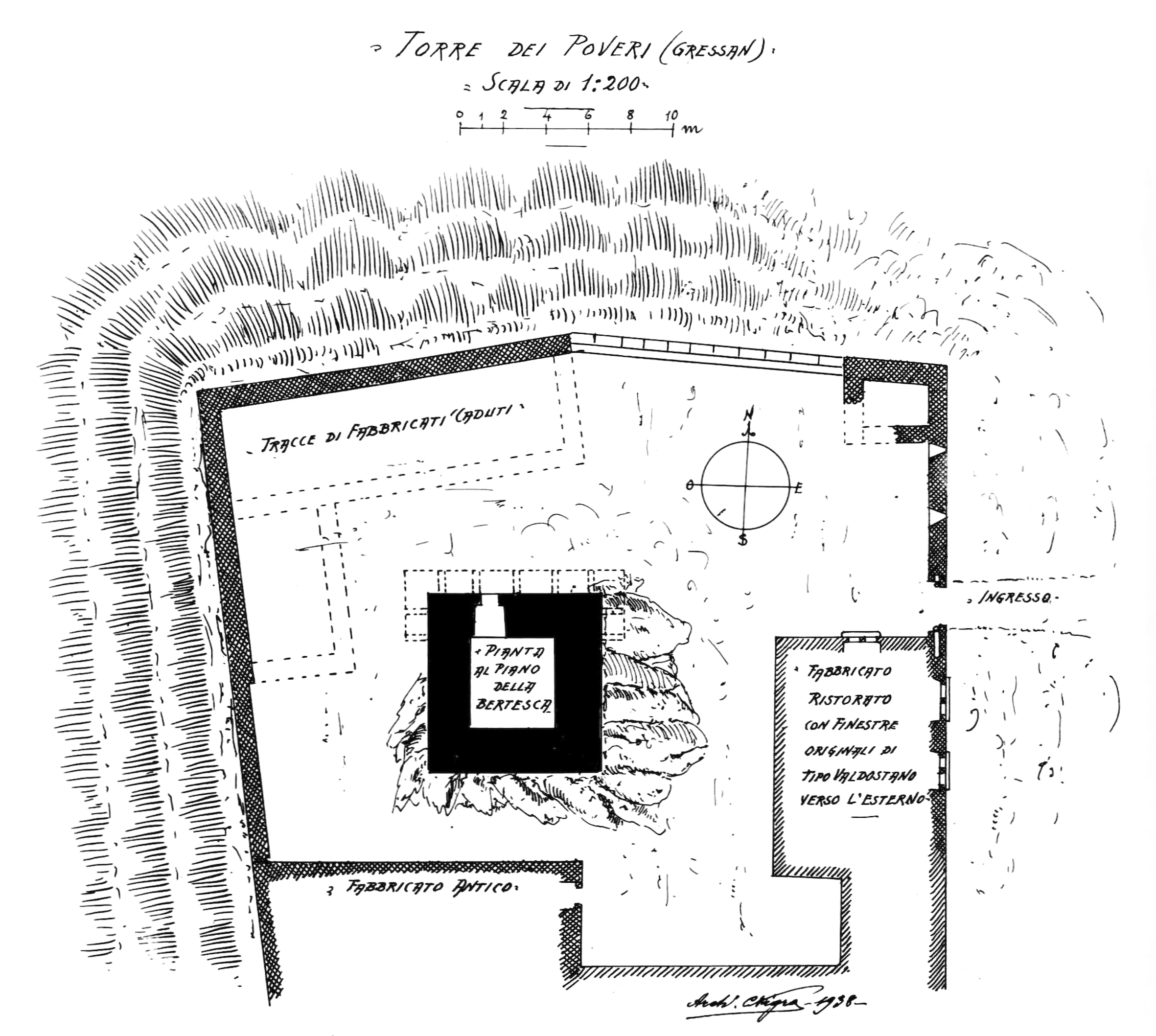
Grundriss, Carlo Nigra (1938)

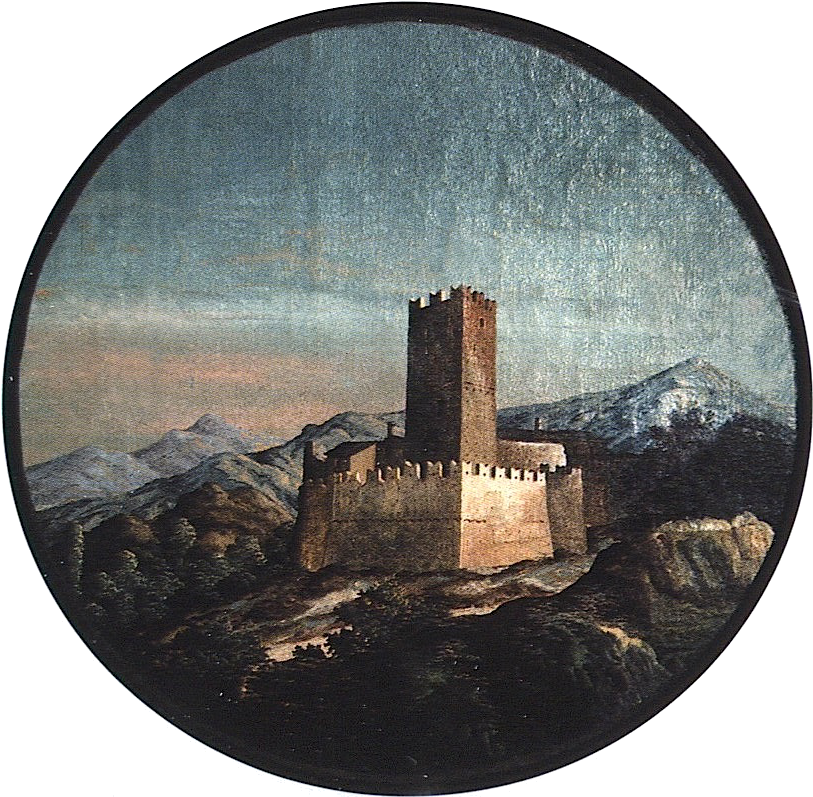
Die Burg nach der Restaurierung auf einem Gemälde aus dem Ende des 19. Jahrhunderts (Künstler nicht bekannt)

Die Turmburg, die ursprünglich nur aus einem Turm mit quadratischem Grundriss aus dem 12. Jahrhundert bestand, wurde aus Tuffsteinblöcken und Granit-Schiefer-Werkstein errichtet. Das Fehlen von Fenstern, das in der Folge zu Dunkelheit im Inneren der Burg führte, wurde die Installation von Schießscharten ausgeglichen; die ursprüngliche Eingangstüre (Hocheingang), oben an der Nordseite, die man über eine doppelte, bewegliche Holztreppe erreichte, findet sich sieben Meter höher als die heutige, die Joseph-Auguste Duc, Bischof von Aosta, einsetzen ließ, und zeigt denselben Stil wir die am benachbarten Turm La Plantaz; über der Türe bemerke man auch die originalen Konsolen, die den „Schläfer“, also den horizontalen Holzbalken zur Verteilung der Last auf das Gebäude, stützten, auf die sich ein hölzerner Wehrerker stützte, wie man an den Maueröffnungen für die Unterstützungen erkennen kann. Der Turm schloss also nach oben mit einem flachen Bleidach ab, eine Art Belvedere über die Ebene.
Der Turm war von einer „kurzen, zinnenbewehrten Umfassungsmauer“ umgeben.
Die Turmburg wurde, als die zwingende Notwendigkeit der Verteidigung wegfiel, im 15. Jahrhundert mit einem halbkreisförmigen Baukörper erweitert, der auf drei Stockwerken Wohnzwecken diente und sich heute als zwei stark unterschiedliche Baukörper zeigt: Der aus dem 12. Jahrhundert und der aus dem 15. Jahrhundert.
Die Burg Tour de Villa war lange Zeit eine Ruine. In der Zeit des Verfalls ging der nordwestliche Teil verloren; an dessen Stelle liegt heute ein Hof. Bei einer Restaurierung wurde es aufgestockt und mit neuen Zinnen versehen. In der Folge wollte es Joseph-Auguste Duc, Bischof von Aosta, in eine Sommerresidenz umwandeln und ließ schwerwiegende Umbauten durchführen: Der Bischof ließ Teile der Umfassungsmauer einreißen, um sie durch eine zinnenbewehrte Brüstung zu ersetzen, er ließ eine Türe auf Straßenniveau einbauen, während er zwei vergitterte Doppelfenster im Stil des Aostatales im ersten Obergeschoss des Baukörpers, der sich an den Turm anlehnt, erhielt.

### Innenräume
Innen hat der Turm drei Stockwerke, von denen eines als Holzscheune dient und über eine Wendeltreppe erreichbar ist.

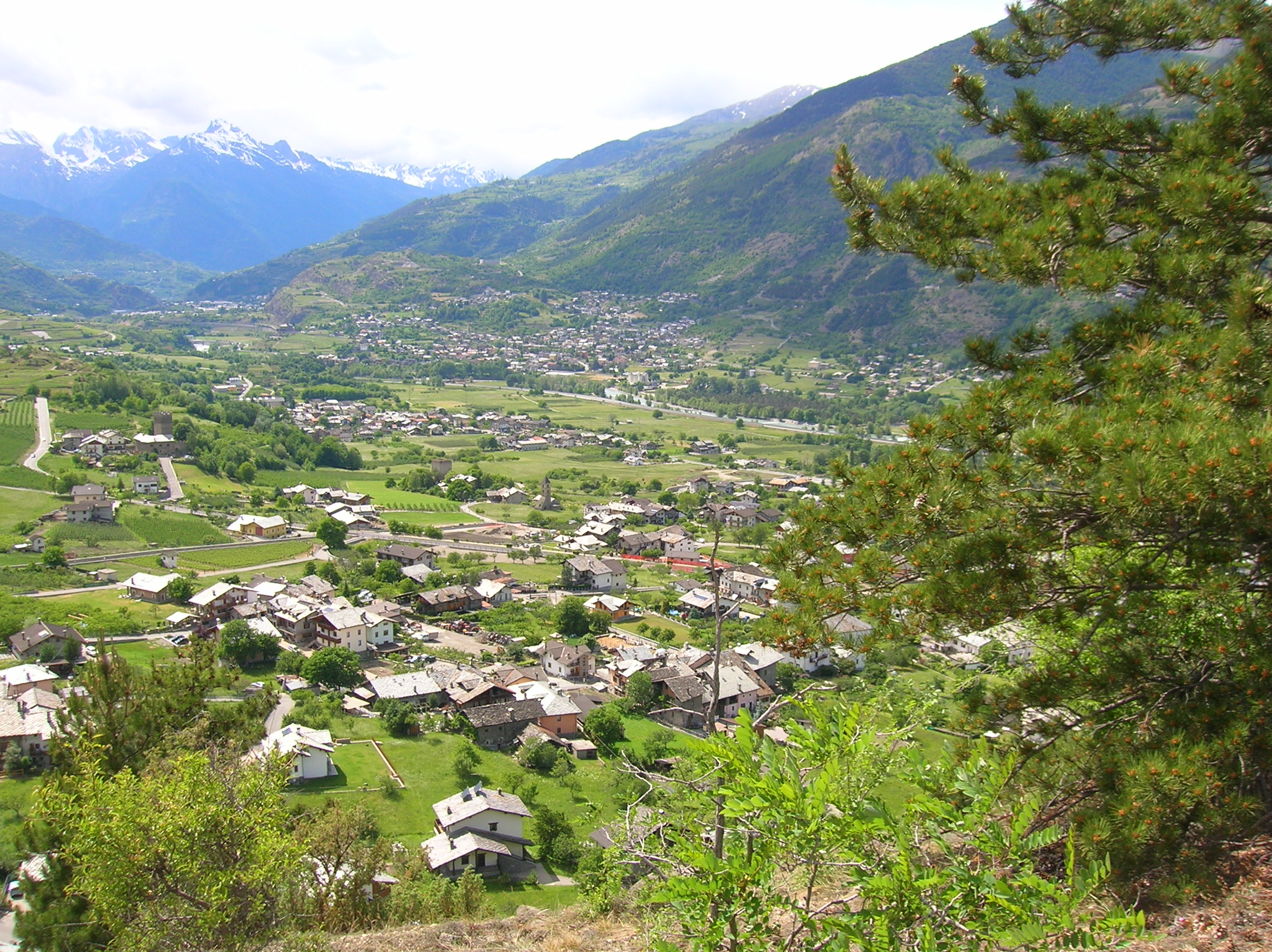
Die Burg Tour de Villa, der Turm La Plantaz und die Kirche Sainte-Marie-Madeleine im Streudorf Gressan, gesehen von der Moräne Côte de Gargantua aus. Die Burg Tour de Villa ist etwas links der Bildmitte zu sehen.

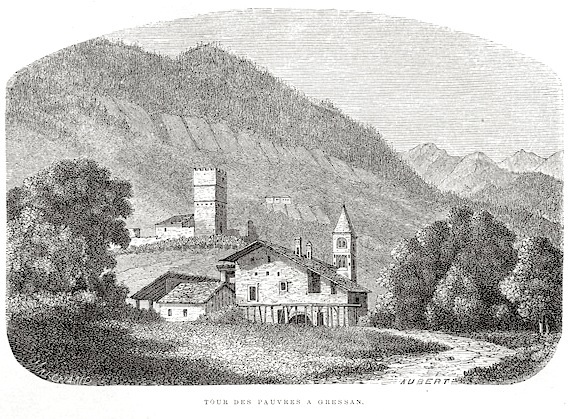
Die Burg Tour de Villa und die Kirche Sainte-Marie-Madeleine in einem Holzschnitt (Édouard Aubert, 1860)

Im Wohnblock aus der Renaissance dagegen ist der monumentale Empfangssalon, eine Kapelle mit Fresken und Gemälden, die den Artaris zugeschrieben werden, und einem „Wappensaal“ mit der Reihe der Wappen der Savoyer und der Adelsfamilien des Aostatals, wie sie auch im Hof des Schlosses Issogne zu sehen sind.

## Geschichte
Die Burg erhielt laut François-Gabriel Frutaz, übernommen vom Geschichtswissenschaftler Giuseppe Giacosa, von den Seigneurs de Villa au Gressan (oder De la Tour de Villa), die sie um 1191 erbauen ließen. Von den 220 Adelsfamilien des Aostatales waren die De la Tour de Villas unter den ältesten: Tatsächlich ist die Familie der Herren De Villa eine der 10, von denen man mit Sicherheit weiß, dass sie bereits zwischen 1000 und 1200 existierten. Wir wissen darüber hinaus, dass im 13. Jahrhundert diese Familie den Posten eines Vice-Dominus von Aosta innehatte.
Des Errichtungsdatums der Burg kann man sich tatsächlich nicht sicher sein, auch wenn sie sicherlich im 12. Jahrhundert erbaut wurde.

„Die Daten stimmen mit den ersten Handlungen überein, bei denen die Familien erwähnt wurden, aber es gibt auch eine Zeit, in der die Aufzeichnungen und Dokumente so selten sind, dass man glaubt, dass sie ausreichend alt sind.“

Vielleicht aus diesem Grund erzählt man sich die Legende, dass die Herrschaft von Villa einem gewissen Gandulf de la Tour, dem Vater von Anselm von Canterbury, gehörte, der durch den gleichnamigen Turm auch mit Gressan verbunden war.
Nach der Geschichtsschreibung vererbten die La Tour de Villa sie der Familie Aymonier und in der Folge fiel sie an die Carrels. Der Name „Tour des Pauvres“ ist aus dem nachfolgenden Besitz durch die Pfarrgemeinde Saint-Laurent in Aosta abgeleitet, die sie an die „Kasse der Armen“ weitergab. Nach einer Zeit des Verfalls fiel das Anwesen 1864 an einen gewissen Vincent Carlin, der es 1885 an den Bischof von Aosta, Joseph-Auguste Duc, abgab, der es restaurieren und in seine eigene Sommerresidenz umwandeln ließ. Die Burg gehörte bis 1921 dem Bistum von Aosta und dann dem Baron Gerbore aus der Adelsfamilie aus Saint-Nicolas.
Seit 1945 gehört die Burg der Familie Arruga aus Mailand.
Die Burg, die bis 2011 in privater Hand war, wurde in eine Unterkunft umgewandelt und beherbergt temporäre Ausstellungen; 2012 fand dort ein Teil der Veranstaltungen des Fête de la culture der Gemeinde Gressan statt.